# Funkwhale
 (octobre 2018).
Si vous disposez d'ouvrages ou d'articles de référence ou si vous connaissez des sites web de qualité traitant du thème abordé ici, merci de compléter l'article en donnant les références utiles à sa vérifiabilité et en les liant à la section « Notes et références ».
Funkwhale est un serveur de flux continu de musique libre, auto-hébergé et fédéré via le protocole ActivityPub au sein du Fediverse. Chaque utilisateur dispose d'une bibliothèque dans laquelle il peut ajouter les fichiers audio qu'il souhaite. Il peut ensuite les partager avec d'autres utilisateurs, qu'ils soient sur la même instance ou non,.
Il s'agit d'un projet créé sous une forme associative

## Fonctionnalités
Il est possible, lorsqu'on est connecté à une instance d'écouter les morceaux de toutes les instances qui lui sont fédérées, via un système de mise en cache de l'instance.
Il est possible de marquer les morceaux favoris et de créer des listes de lecture personnalisées.
Le service est compatible avec l'API Subsonic, permettant ainsi d'écouter les sons depuis différentes applications supportant ce protocole, et de les écouter en ligne ou hors-ligne sur un smartphone, un centre multimédia ou tout type de périphérique pouvant faire fonctionner une application compatible.
La fédération utilise le protocole ActivityPub, au même titre que Mastodon, Peertube ou Pixelfed, et à ce titre, Funkwhale fait partie du Fediverse. Cette fédération permet à des utilisateurs d’un serveur, voire d’une plateforme, d’interagir avec d’autres. Il est par exemple possible de créer une chaîne sur Funkwhale, et de la suivre depuis un compte Mastodon, pour recevoir ses publications automatiquement. Funkwhale est le principal projet de partage de musique au sein du Fediverse,,.

## Fonctionnement
La partie service utilise Python et le framework Django. L'interface par défaut est écrite en JavaScript, avec Vue.js. La fédération repose sur le protocole ActivityPub. Une API REST gère la bibliothèque musicale et les compte utilisateurs.

## Historique
En 2015, Funkwhale est créé par Agate Berriot comme alternative auto-hébergeable à Grooveshark. La fédération n'était pas prévue à l'origine.
Depuis 2018, le projet supporte le protocole ActivityPub, permettant l'échange de bibliothèques musicales entre instances. Les bibliothèques étaient à l'origine gérées par les administrateurs d'une instance mais sont maintenant rattachées à un compte spécifique.
En juin 2019, les membres du projet fondent une association française loi de 1901, nommée The Funkwhale Collective. La gouvernance du projet Funkwhale passe d’Agate seule à l’entité morale, qui est alors chargée de sécuriser son développement dans le respect des valeurs d’inclusivité de la communauté.